# 庫佩瓦哈 (博霍杜希夫區)
50°13′24″N 35°15′16″E / 50.22333°N 35.25444°E
庫普耶瓦哈（烏克蘭語：Куп'єваха）是位於烏克蘭東部的村莊，由哈爾科夫州博霍杜希夫區的博霍杜希夫市鎮負責管轄。該村始建於1684年，面積3.97平方公里，海拔高度146米，2013年人口300。